# Mörbyfjärden

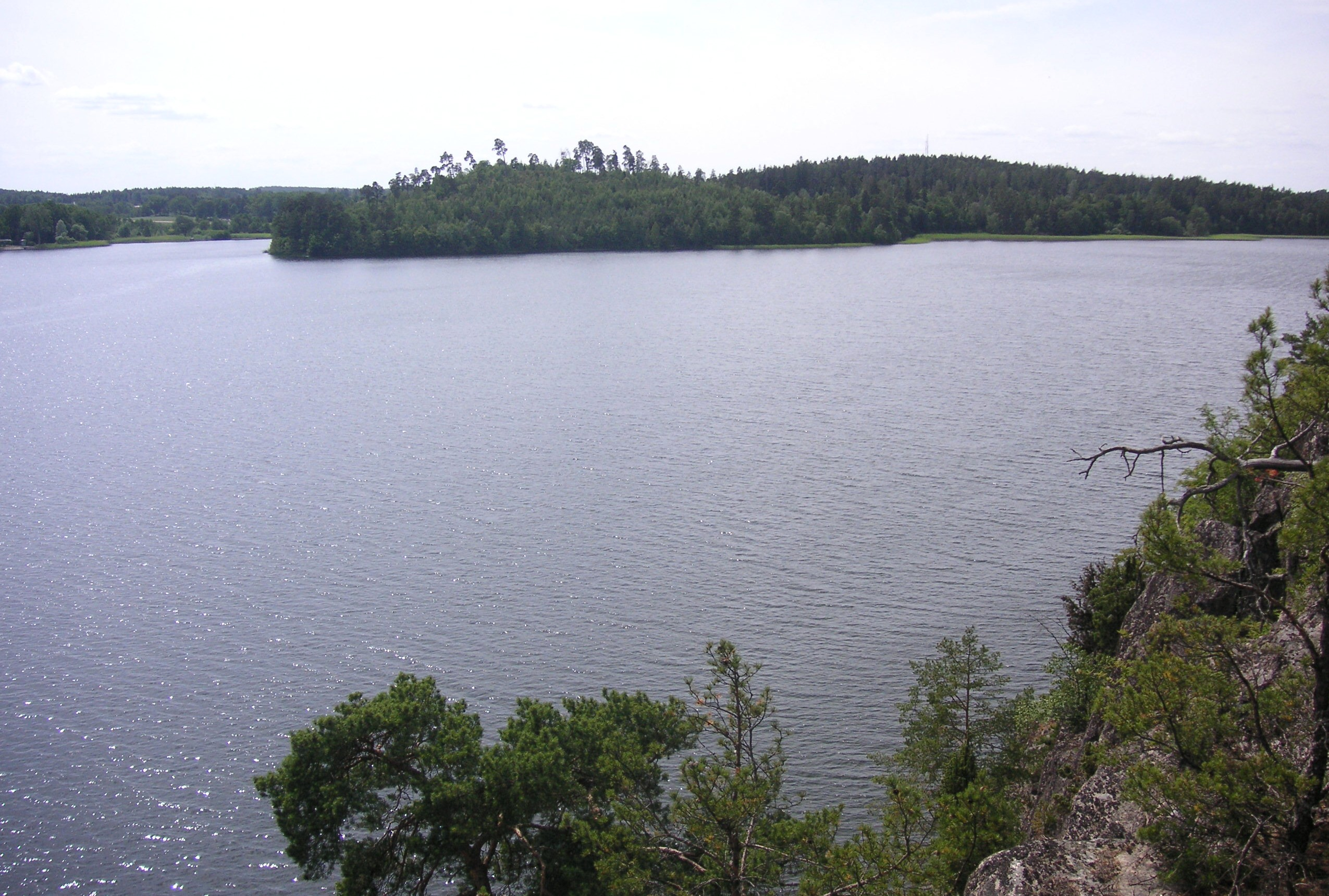
Mörbyfjärdens södra del, vy mot nordväst.

Mörbyfjärden är en fjärd i östra delen av Mälaren. 
Mörbyfjärden sträcker sig i nord-sydlig riktning mellan Färingsö i väst och Lovön i öst och övergår i norr i Lambarfjärden. Via Lullehovssundet i syd har den förbindelse med Långtarmen. Fjärden är ca 5 km lång och 1 km bred. Största vattendjupet ligger vid 60 meter (i fjärdens norra del).
Vid fjärdens östra sida, på Lovön ligger Lovö vattenverk, byggt 1933. Verket hämtar sitt råvatten i Mörbyfjärden från 5, 10 och 23 meters djup. Dygnskapaciteten är 275 000 kubikmeter och den normala produktionen ligger vid 133 000 kubikmeter per dygn. År 2002 försörjde Lovö vattenverk 40 procent av Storstockholms norra region med dricksvatten. Anläggningen drivs av Stockholm Vatten.